# Suriname op de Olympische Zomerspelen 1984
Suriname nam deel aan de Olympische Zomerspelen 1984 in Los Angeles (Verenigde Staten). Het was de vijfde deelname aan de Zomerspelen.
Voor de eerste keer werd er door Surinaamse sporters ook deelgenomen aan de zwemwedstrijden. Alle vijf deelnemers, alle mannen, namen voor de eerste keer deel aan de Spelen.

## Deelnemers & Resultaten
(m) = mannen, (v) = vrouwen 
| Sport    | Olympiër (deelname)  | Discipline                 | Resultaat | Prestatie                                                                |
| -------- | -------------------- | -------------------------- | --------- | ------------------------------------------------------------------------ |
| Atletiek | Siegfried Cruden (1) | 400m (m)                   | 1e ronde  | 1R : 50,07 sec.                                                          |
| Atletiek | Siegfried Cruden (1) | 800m (m)                   | 1e ronde  | 1R : 1.53,31 min.                                                        |
| Atletiek | Tito Rodrigues (1)   | 1500m (m)                  | 1e ronde  | 1R : 4.02,85 min.                                                        |
| Judo     | Mohamed Madhar (1)   | middengewicht (-80 kg) (m) | 2e ronde  | 1R : won van Christian Nkamgang (CMR) 2R : verloor van Peter Jupke (FRG) |
| Zwemmen  | Anthony Nesty (1)    | 100m vrij (m)              | 49e tijd  | series : 54,99 sec.                                                      |
| Zwemmen  | Anthony Nesty (1)    | 100m vlinder (m)           | 21e tijd  | series : 56,15 sec.                                                      |
| Zwemmen  | Hugo Goossen (1)     | 100m rug (m)               | 36e tijd  | series : 1.03,77 min.                                                    |

Algerije · Amerikaanse Maagdeneilanden · Andorra · Antigua en Barbuda · Argentinië · Australië · Bahama’s · Bahrein · Bangladesh · Barbados · België · Belize · Benin · Bermuda · Bhutan · Birma · Bolivia · Bondsrepubliek Duitsland · Botswana · Brazilië · Britse Maagdeneilanden · Canada · Centraal-Afrikaanse Republiek · Chili · China · Chinees Taipei · Colombia · Congo-Brazzaville · Costa Rica · Cyprus · Denemarken · Djibouti · Dominicaanse Republiek · Ecuador · Egypte · El Salvador · Equatoriaal-Guinea · Fiji · Filipijnen · Finland · Frankrijk · Gabon · Gambia · Ghana · Grenada · Griekenland · Groot-Brittannië · Guatemala · Guinee · Guyana · Haïti · Honduras · Hongkong · Ierland · IJsland · India · Indonesië · Irak · Israël · Italië · Ivoorkust · Jamaica · Japan · Joegoslavië · Jordanië · Kaaimaneilanden · Kameroen · Kenia · Koeweit · Lesotho · Libanon · Liberia · Liechtenstein · Luxemburg · Madagaskar · Malawi · Maleisië · Mali · Malta · Marokko · Mauritanië · Mauritius · Mexico · Monaco · Mozambique · Nederland · Nederlandse Antillen · Nepal · Nicaragua · Nieuw-Zeeland · Niger · Nigeria · Noord-Jemen · Noorwegen · Oeganda · Oman · Oostenrijk · Pakistan · Panama · Papoea-Nieuw-Guinea · Paraguay · Peru · Portugal · Puerto Rico · Qatar · Roemenië · Rwanda · Salomonseilanden · Samoa · San Marino · Saoedi-Arabië · Senegal · Seychellen · Sierra Leone · Singapore · Soedan · Somalië · Spanje · Sri Lanka · Suriname · Swaziland · Syrië · Tanzania · Thailand · Togo · Tonga · Trinidad en Tobago · Tsjaad · Tunesië · Turkije · Uruguay · Venezuela · Verenigde Arabische Emiraten · Verenigde Staten · Zaïre · Zambia · Zimbabwe · Zuid-Korea · Zweden · Zwitserland